# Skagen Klitplantage
Skagen Klitplantage är en skog i Danmark. Den ligger i Region Nordjylland, i den norra delen av landet. Skagen Klitplantage ligger på ön Vendsyssel-Thy. Kring skogen förekommer hed. Den korsas av en järnväg och en väg.